# Relaciones Colombia-Unión Europea
Las Relaciones Colombia-Unión Europea son las relaciones diplomáticas y comerciales entre la República de Colombia y la Unión Europea. Colombia tiene un tratado de libre comercio y de libre movilidad con la UE. Colombia tiene una embajada en Bruselas, que se encarga de gestionar las relaciones con la Unión Europea, mientras que esta tiene a su vez una representación, mediante la Delegación de la Unión Europea en Colombia en Bogotá.

## Historia
La relación de Colombia con Europa comenzó durante la época de la Conquista, lo que conllevo a la creación del Virreinato de la Nueva Granada. Después de la Independencia de Colombia, el país mantuvo vínculos muy fuertes con el Europa.
Colombia y la Unión Europea comparten una extensa y muy plural agenda bilateral en la cual,  los temas más influyentes son energía, competitividad, minería, educación, innovación, ciencia y tecnología, biodiversidad, cambio climático, infraestructura, y ampliación del comercio y las inversiones.
Existen mecanismos de diálogo en materia política; derechos humanos; seguridad y defensa, los cuales son los que permiten que las relaciones bilaterales entre Colombia y la UE se encuentren en constante fortalecimiento con varias reuniones de alto nivel. Este entramado de relacionamiento se complementa con la interlocución que existe en materia de cooperación (bilateral y regional) y el mecanismo del Comité del Acuerdo Comercial entre Colombia y la Unión Europea.

## Representación diplomática
La Embajada de Colombia ante el Reino de Bélgica es también concurrente ante el Gran Ducado de Luxemburgo y Misión ante la Unión Europea y la Organización del Tratado del Atlántico Norte (OTAN). 
‘’’Representante:’’’ Embajador Felipe García Echeverri.
A su vez, la Unión Europea cuenta con representación en Colombia mediante la Delegación de la Unión Europea en Colombia.
Colombia y la Unión Europea comparten una extensa y muy plural agenda bilateral en la cual,  los temas más influyentes son energía, competitividad, minería, educación, innovación, ciencia y tecnología, biodiversidad, cambio climático, infraestructura, y ampliación del comercio y las inversiones.
Existen mecanismos de diálogo en materia política; derechos humanos; seguridad y defensa, los cuales son los que permiten que las relaciones bilaterales entre Colombia y la UE se encuentren en constante fortalecimiento con varias reuniones de alto nivel. Este entramado de relacionamiento se complementa con la interlocución que existe en materia de cooperación (bilateral y regional) y el mecanismo del Comité del Acuerdo Comercial entre Colombia y la Unión Europea.

La relación con la Unión Europea se rige por el Tratado de Lisboa, que fue adoptado en 2009.
También la Unión Europea demostró gran compromiso con el acuerdo de paz con las FARC, siendo Noruega uno de los países garantes del acuerdo, y dando cuantiosas donaciones para garantizar el cumplimiento del acuerdo.

## Migración
Colombia ha sido conocida internacionalmente por su fenómeno emigratorio, y los Estados de la Unión Europea han sido uno de los principales receptores de esta migración. En España se calculaba que en el 2016 residian 394 038 colombianos y en Francia residian de 60 a 70 00 colombianos en el año 2007, la mayoría de ellos en situación ilegal.
Con el Acuerdo entre la Unión Europea y Colombia, a los colombianos se les permite viajar a Europa por un tiempo no mayor a 90 días, y con motivación turística, sin visa. Esto hizo que el turismo colombiano en territorio europeo se disparara.

## Relaciones económicas
La relación comercial se enmarca en el Acuerdo Comercial entre Colombia y Perú, de una parte, y la Unión Europea y sus Estados miembros, de otra parte.
El Acuerdo Comercial entre Colombia y el Perú, por una parte, y la Unión Europea y sus Estados miembros, por otra, fue firmado en la ciudad de Bruselas, Bélgica, el 26 de junio de 2012.
Por parte de la Unión Europea, el Parlamento Europeo aprobó el acuerdo el 11 de diciembre de 2012 y, posteriormente, notificó la culminación de sus trámites internos para la aplicación provisional del acuerdo el 27 de febrero de 2013.
Por el lado de Colombia, el trámite interno para su aprobación en el Congreso de la República inició en el mes de noviembre de 2012, hasta el 5 de junio de 2013, finalizando con la sanción del presidente Juan Manuel Santos, mediante la Ley 1669 del 16 de julio de 2013. Por su parte, mediante la sentencia C-335/14 de 2014, la Corte Constitucional declaró exequible el acuerdo, indicando que se ajusta a la Constitución Política, tanto en su aspecto formal como en su contenido material.
El Presidente de la República, mediante el Decreto 1513 del 18 de julio de 2013, dio aplicación provisional al Acuerdo Comercial y se notificó a la Unión Europea el cumplimiento de los procedimientos internos requeridos para tal efecto. Adicionalmente, por medio del mismo Decreto se tomó la determinación de dar aplicación provisional al acuerdo a partir del 1° de agosto de 2013.
El 31 de julio de 2013, a través del Decreto 1636, se implementó los compromisos de acceso a los mercados adquiridos por Colombia en virtud del Acuerdo Comercial.
El 5 de noviembre de 2014 el Gobierno nacional expidió el Decreto 2247, mediante el cual se señala que nuestro país continuará aplicando sin solución de continuidad, en los términos señalados en el Decreto 1513 de 2013, el Acuerdo Comercial suscrito con la Unión Europea y sus Estados miembros, luego de haberse cumplido con todos los requisitos internos previstos en nuestra ley para la aprobación del mismo.
Para Colombia y Perú, el acuerdo entró en vigencia en el año 2013; y para Ecuador en 2017.

## TLC UE y Colombia

### Antecedentes

#### Acuerdo de Asociación CAN-UE
Para el año 2002, Colombia solo tenía acuerdos comerciales profundos con los países de la CAN, México y Venezuela en el marco del G3. No obstante, entre 2004 y 2006 se dio un desarrollo en la política de internacionalización de Colombia, dando como resultado la negociación de un acuerdo  CAN-MERCOSUR, un TLC con Chile, otro con el Triángulo Norte Centroamericano (Guatemala, Honduras y El Salvador), el TLC con EE. UU. y la ampliación del acuerdo de alcance parcial con Cuba.
Luego, entre 2007 y 2008, entran en curso las negociaciones del TLC con Canadá, con los países de la Asociación Europea de Libre comercio  (Noruega, Islandia, Suiza y Liechtenstein) y con la Unión Europea en bloque con la CAN. Adicionalmente, el gobierno aspira a profundizar el acuerdo que tiene con México y fortalecer su relación con Perú en el marco de la CAN.
De aquí surge un reto en común entre la CAN y la UE de negociar y suscribir un ‘’’Acuerdo de Asociación’’’, que les permita reforzar su diálogo político, intensificar su cooperación y potenciar su comercio recíproco. Los principales pilares de este acuerdo fueron: el diálogo político, la cooperación y el comercio. 
Este acuerdo se negociaría bloque con bloque y tendría en cuenta el reconocimiento de las asimetrías existentes, donde habría trato especial y diferenciado para Ecuador y Bolivia.
Pilar del diálogo político: Como objetivo general, este pretendía reforzar el diálogo político en los diferentes temas de interés para las partes, con el fin de fortalecer la integración andina y las relaciones entre ambos procesos de integración mediante los mecanismos establecidos.
Este diálogo político se institucionalizó en 1996 con la firma en Roma de una Declaración Conjunta sobre el particular y, con el fin de dar un mayor impulso a este diálogo, en el año 2003 se suscribirán el Acuerdo de Diálogo Político y Cooperación.
Pilar de cooperación: Este buscaba intensificar la cooperación en áreas de interés mutuo, con mecanismos y estrategias que contribuirían a superar las asimetrías existentes en sus 3 dimensiones (B-B, Interior CAN] y dimensión país).
Esta cooperación andino-europea evolucionaría con el tiempo, reforzando en los años 70 en el ámbito comercial, en los 80 se realizó especial énfasis en la cooperación para el desarrollo y, en la década de los 90;  se direccionó a construir un grupo de mecanismos de cooperación industrial, científico tecnológica e interempresarial.
Pilar de comercio Este buscaba lograr acceso real y efectivo para consolidar, profundizar y diversificar varios flujos comerciales de bienes y servicios andinos. Así mismo, los flujos de IED entre las dos regiones sobre la base de liberalizaciones desiguales en una ZLC birregional, y reflejando la existencia de asimetrías y Trato Especial y Diferenciado entre la Comunidad Andina y la Unión Europea, así como al interior de la Comunidad Andina, teniendo en cuenta los intereses y propiedades y sensibilidades específicas de la CAN.
https://www.tlc.gov.co/getattachment/acuerdos/vigente/union-europea/1-antecedentes/fase-i-negociacion-en-bloque-ue-%E2%80%93-can/estructura-de-acuerdo-de-asociacion-can-union-euro/estructura-de-acuerdo-de-asociacion-can-union-europea.pdf.aspx

### Negociación acuerdos multipartes
Para el año 2009 empezaron las rondas de negociaciones para los acuerdos multipartes. Se realizan un total de 9 rondas en tres diferentes ciudades, comenzando el 19 de febrero en Bogotá y terminando el 26 de febrero de 2010 en la ciudad de Bruselas. 
Colombia directamente entró a negociar diferentes puntos durante este año; como lo fueron:

#### Acceso a mercados
Se negocian seis puntos de interés para Colombia
Consolidación y ampliación de la oferta exportadora de Colombia: Incrementar y Fortalecer el proceso de Integración comercial de Colombia en la economía mundial, mediante la búsqueda de mejores condiciones de acceso para la oferta exportable colombiana.
Programa de desgravación y Eliminación de aranceles de Colombia: Lograr plazos de desgravación en Colombia que permitan al aparato productivo colombiano adecuarse a las nuevas condiciones de competencia.
Programa de desgravación y Eliminación de aranceles de la UE: Lograr la desgravación inmediata de la oferta exportable actual y potencial de Colombia.
Competitividad:Evitar que se generen condiciones Equitativas de competencia que afecten la producción local y optimizar costos en la adquisición de insumos, maquinaria y equipos.
SGP plus: Preservar y mejorar las condiciones de acceso del SGP tanto general como "Plus".
Restricciones no arancelarias: Lograr un acceso efectivo al mercado de la Unión Europea mediante la eliminación de restricciones no arancelarias injustificadas que afecten el comercio bilateral de bienes.

#### Agricultura
Se negocian ocho puntos de interés para Colombia.
Acceso a mercados Liberalización de la oferta exportable actual y potencial agropecuaria de Colombia:
Lograr acceso libre de aranceles para la oferta exportable actual y potencial agropecuaria colombiana, con inclusión de aquellos productos que se beneficien de los Regímenes Aduaneros Especiales
Las concesiones arancelarias no tendrán en cuenta las subpartidas que tengan arancel NMF cero en la Unión Europea. 
Consolidar las preferencias del SGP plus para los productos de interés de Colombia.
Eliminar barreras arancelarias, restricciones cuantitativas y otras barreras no arancelarias para facilitar el acceso real de la oferta agropecuaria colombiana
Acordar asimetría en las modalidades de desgravación a favor de Colombia.
Buscar la eliminación de las distorsiones derivadas de las Empresas Estatales o mixtas de la UE
Acceso a mercados -Tratamiento de los productos sensibles de Colombia:
El programa de liberalización brindará una protección adecuada a la producción colombiana sensible.
Mantener los mecanismos de estabilización de precios.
Tener en cuenta la "Cláusula de Preferencia" del TLC Colombia — EE. UU. y las disposiciones de NMF de otros acuerdos comerciales, las cuales serán un referente de la negociación.
Acceso a mercados - Restricciones a las exportaciones e importaciones: Eliminar restricciones a las exportaciones y a las importaciones para el comercio bilateral.
Acceso a mercados Salvaguardia Especial Agropecuaria: Contar con un mecanismo automático de defensa comercial, para regular las importaciones de los productos sensibles que lo requieran en el sector agropecuario.
Acceso a mercados Salvaguardia Especial Agropecuaria: Contar con un mecanismo automático de defensa comercial, para regular las importaciones de los productos sensibles que lo requieran en el sector agropecuario.
Ayudas Internas - Mecanismos para contrarrestar la ayuda interna que distorsiona el comercio:
Colombia y la Unión Europea promoverán el desmonte de las ayudas internas distorsionantes del comercio en la OMC.
Buscar mecanismos para contrarrestar los efectos distorsionantes derivados de la aplicación de ayudas internas en la Unión Europea.
Colombia tendrá a su disposición las medidas de apoyo interno a la agricultura que sean necesarias.
Subsidios a la exportación: Eliminar toda forma de subsidio a la exportación contemplada en el marco de la OMC para el comercio bilateral y evitar cualquier posibilidad de reintroducción.
Empresas Comerciales del Estado: Eliminar toda forma de subsidio a la exportación contemplada en el marco de la OMC para el comercio bilateral y evitar cualquier posibilidad de reintroducción.
Comité Agropecuario Monitoreo del Acuerdo y Solución de Controversias:Acordar la creación de un Comité agropecuario que se encargue del monitoreo, implementación y revisión del Acuerdo, para hacer las recomendaciones pertinentes a la Comisión Administradora. Así mismo que garantice procedimientos ágiles, eficaces para tratar los temas.

#### Reglas de origen
Se negocian diez puntos de interés para Colombia
Criterios para calificación de origen: Desarrollar criterios que permitan aprovechar efectivamente las ventajas del programa de liberación a través del aprovisionamiento de insumos acorde con las necesidades de la estructura productiva colombiana.
Operaciones Mínimas que no confieren Origen: Incorporar la identificación de este tipo de operaciones en consonancia con la estructura productiva colombiana.
Calificación de Origen: Valor de Contenido Regional: Implementar, para un número reducido de partidas arancelarias, mecanismos de medición del valor de contenido regional compatibles con los métodos de medición utilizados actualmente en la certificación de origen.
Calificación de Origen: Industria Automotriz: Adoptar métodos de calificación de origen para el sector automotor compatibles con las diferentes negociaciones comerciales en este sector.
Acumulación: Permitir la acumulación de materiales entre los países socios del acuerdo, teniendo en cuenta tanto el interés exportador y la protección del mercado doméstico frente a terceros. Incorporar una cláusula que permita el desarrollo de la acumulación extendida con terceros países.
De Minimis: Garantizar el origen a todas las mercancías en cuya producción se utilicen materiales no originarios adoptandos, para estos últimos, un porcentaje máximo respecto del valor de la mercancía compatible con las necesidades del país.
Modificación de las Normas de Origen: Incorporar una reglamentación que permita la modificación de las normas de origen ante cambios en las condiciones de producción o avances tecnológicos, o cuando las normas de origen se conviertan en obstáculos al comercio entre las Partes.
Solicitud de Origen: Permitir que la certificación de origen sea mediante auto certificación o realizada por las entidades habilitadas para tal fin, ya sea en medios físicos o electrónicos.
Formato de Certificación de Origen: Adoptar criterios mínimos sobre el contenido del formato de certificación de origen.
Verificación de Origen: Establecer procedimientos de verificación que incluyan solicitudes de información, realización de cuestionarios y visitas.

#### Obstáculos técnicos al comercio
Se negocian trece puntos de interés para Colombia.
Implementar Acuerdo OTC de OMC: Debida implementación OTC-OMC y, mantener los derechos y obligaciones existentes en el marco de este, cuya aplicación debe ser tanto en gobierno central como comunitario.
Información inmediata al importador por posible detención de mercancías: Buscar conocimiento pleno por parte del importador de las razones de una posible detención de mercancías. En coordinación con mesa de procedimientos aduaneros, se intentará dejar en ese capítulo posibilidad de suscribir Acuerdo de colaboración entre aduanas para revisión del cumplimiento de reglamentos técnicos.
Acceso y Transparencia: Participación de una Parte en el desarrollo de normas, reglamentos técnicos y procedimientos de evaluación de la conformidad de la otra u otras Partes y coordinación para participación en proceso de normalización internacional.
Mecanismos de aceptación o validación de resultados PEC: Reconocimiento amplio de mecanismos para facilitar la aceptación, en el territorio de una Parte, de los resultados de los procedimientos de evaluación de la conformidad realizados en la otra Parte.
Intercambio de información previo y posterior a la elaboración de normas, RT o PEC: Transparencia en la elaboración de normas, RT y PEC, incluso lo no basado en norma internacional.
Procedimiento para intercambio de información: Aplicar, de conformidad con el artículo 10 del Acuerdo OTC de la OMC, las recomendaciones indicadas en el documento Decisiones y recomendaciones adoptadas por el Comité desde 1 de enero de 1995 G/TBT/1/Rev.9, 8 de septiembre de 2008.
Acceso a Información: Centros o puntos de información para acceso de información de reglamentos técnicos, procedimientos de evaluación de la conformidad y medidas administrativas adoptadas en los países comunitariamente, así como de los estudios base de los RT.
Plazo para comentarios: Permitir un plazo prudencial y fijo después de la notificación, para que las personas presenten sus comentarios acerca de la propuesta de RT o PEC, con posibilidad de extensión de dicho plazo.
Establecer Comité de OTC: Contar con un Comité de OTC, delimitando sus funciones y que trabaje en su propio reglamento de operatividad, a efectos de facilitar la interpretación efectiva aplicación del acuerdo OTC, propender por la eliminación de barreras innecesarias y servir de medio para la pronta atención de los asuntos de interés de las Partes.
Facilitar cooperación sectorial: Facilitar cooperación sectorial, según sea apropiado, entre	entidades	gubernamentales y	no gubernamentales, de evaluación de la conformidad y de grupos sectoriales.
Definición de Plazo: Propender por la resolución de consultas en un plazo definido.
Definición de NI: Definición de Norma Internacional, Definiciones en concordancia con las definiciones internacionales (Guía ISO/lEC-2, ISO 9000, ISO/IEC 17000, ISO/IEC 17050) Anexo 1 del Acuerdo OTC/OMC.

#### Medidas sanitarias y fitosanitarias
Se negocian veintiséis puntos de interés para Colombia.
Disposiciones Generales:
Implementar lo establecido en el Acuerdo sobre la aplicación de medidas sanitarias y fitosanitarias de la OMC.
Aplicar las decisiones adoptadas por el Comité de Medidas Sanitarias y Fitosanitarias de la OMC y las directrices y recomendaciones de las organizaciones internacionales competentes, así como las decisiones del comité bilateral.
Aplicación de las definiciones del Anexo A del AMSF, el glosario de las organizaciones competentes y del comité creado en virtud del capítulo.
Derechos y Obligaciones: Asegurar la efectiva implementación del Acuerdo MSF/OMC de lo dispuesto en el Capítulo.
Armonización:
Contar con procedimientos respecto de la armonización, especialmente cuando existan diferencias en la adopción de normas establecidas o recomendadas por las tres hermanas.
En ausencia de normas internacionales (OIE, CIPF, CODEX) se acuda a normas regionales (CAN) y en ausencia de estas últimas se acuerden normas bilaterales.
Equivalencia:
Celebración de acuerdos de equivalencia.
Establecer un procedimiento para aplicar de manera ágil y acelerada, a través de acuerdos de equivalencia entre las dos partes.
Plazo acordado para establecer el procedimiento.
Evaluación del Riesgo y Nivel Adecuado de Protección:
Tener en cuenta los procedimientos de las organizaciones de referencia.
En el caso de actualización de las MSF mantener el flujo de comercio, salvo en el caso de una situación de emergencia sanitaria o fitosanitaria en el país exportador o de la existencia de evidencias científicas.
Asegurar que en ausencia del análisis de riesgo de la parte importadora, la parte exportadora podrá enviar evidencia científica, incluyendo propuestas de mitigación, para apoyar el proceso de análisis de riesgo de la parte importadora.
Reconocimiento de Zonas Libres y zonas de Escasa Prevalencia de Plagas o Enfermedades:
Establecimiento de un procedimiento ágil para el reconocimiento bilateral de zonas libres, o de escasa prevalencia, para aquellas plagas o enfermedades que puedan restringir el comercio, y para la recuperación del estatus sanitario o fitosanitario, siguiendo estándares internacionales.
Acordar plazos para establecer dichos procedimientos en un plazo definido desde la entrada en vigencia del Acuerdo.
Procedimientos de Control, Inspección, Aprobación Y Certificación: Establecer un mecanismo para las reclamaciones relativas a la aplicación indebida de los procedimientos de Control, Inspección, Aprobación y Certificación.
Convenios entre autoridades competentes para facilitación de comercio:
Coordinar programas de cooperación y asistencia técnica entre las autoridades competentes sobre asuntos sanitarios y fitosanitarios de mutuo interés.
Accesos bilaterales (protocolos sanitarios y fitosanitarios).
Transparencia:
Asegurar sistema de notificación temprana de MSF que afecten comercio bilateral.
Accesos bilaterales (protocolos sanitarios y fitosanitarios).
Trato Especial y Diferenciado: Establecer un mecanismo para las reclamaciones relativas a la aplicación indebida de los procedimientos de Control, Inspección, Aprobación y Certificación.
‘’’Cooperación Técnica:’’’ Construir capacidad institucional en sanidad animal y vegetal e inocuidad de alimentos.
Consultas técnicas: 
Establecer consultas técnicas al comité de medidas sanitarias y fitosanitarias del Acuerdo, a través de su autoridad competente coordinadora.
Mecanismo complementario al comité.
Comité de Medidas Sanitarias y Fitosanitarias:
Contar con un Comité MSF que asegure el mejor entendimiento de asuntos relativos a la implementación del Capítulo.
Solución de controversias cuando no se llegue a entendimiento en las consultas técnicas.
Comité con funciones de solución de controversias.

#### Medidas sanitarias y fitosanitarias (?)
Se negocian diez y siete puntos de interés para Colombia
Disparador de la salvaguardia: Convenir reglas que permitan activar medidas de salvaguardia para corregir desajustes del aparato productivo, derivados del programa de desgravación.
Vigencia de la medida de salvaguardia: Convenir un plazo razonable para activar el mecanismo de salvaguardia que considere el período de ajuste del sector productivo a las condiciones de libre comercio.
Condiciones de aplicación de la salvaguardia: Convenir reglas que permitan aplicar salvaguardias en las condiciones estándar pactadas en Acuerdos de Libre Comercio.
Ámbito de aplicación: Convenir reglas que permitan aplicar salvaguardias a mercancías originarias sin importar su procedencia.
Naturaleza de la medida de salvaguardia Buscar que las medidas de salvaguardia que se apliquen sean de naturaleza arancelaria.
Tipos de Ajuste: Acordar que las medidas de salvaguardia tomen la forma de: Suspender el programa de desgravación; o aumentar el arancel hasta el nivel NMF.
Salvaguardia Provisional: Buscar reglas que permitan corregir con agilidad los desajustes del aparato productivo y que también reserven el acceso de las exportaciones.
Duración de las medidas:Convenir períodos razonables que permitan el ajuste a la competencia del aparato productivo.
Prórroga de las medidas de salvaguardia: Convenir reglas que permitan prorrogar medidas de salvaguardia.
Procedimientos de investigación: Preservar los reglamentos de OMC, tendientes a la imposición de medidas de salvaguardia.
Derecho de Defensa: Establecer reglas que permitan garantizar el derecho de defensa de los exportadores involucrados en investigaciones.
Compensaciones: No incluir reglas sobre compensaciones.
Liberalización progresiva: Convenir reglas que permitan la liberación progresiva de medidas de salvaguardia.
Restablecimiento del arancel: Convenir reglas que determinen el arancel que regirá al término de las medidas de salvaguardia.
Reaplicación: Evitar en lo posible reglas que permitan reaplicar salvaguardias a un mismo producto.
Definiciones: Incluir solo definiciones necesarias relativas a la aplicación de las normas sobre salvaguardias, como notas de pie de página.
Tratamiento a Productos con Preferencias:Buscar que los productos incluidos en el Sistema Generalizado de Preferencias otorgados por la UE, sean excluidos de la adopción de salvaguardias.

#### Servicios, establecimiento y movimiento de capitales
Se negocian veintinueve puntos de interés para Colombia.
Objetivo, alcance y cobertura del capítulo: Reafirmar los compromisos de las Partes en virtud del Acuerdo de la OMC y considerar el nivel de desarrollo de las Partes al establecer los acuerdos necesarios para la liberalización progresiva del establecimiento y el comercio de servicios y para la cooperación en el comercio electrónico, con miras a facilitar la integración regional y el desarrollo sostenible de las Partes.
Definición Persona: Jurídica Precisar en la definición de "persona jurídica de la Parte de la CE" o 'persona jurídica de Colombia" el alcance y cubrimiento de la misma.
Establecimiento Cobertura del capítulo: Precisar las medidas y determinar los sectores cubiertos por las disciplinas que se acuerden.
Establecimiento - Trato de Nación más Favorecida: Recibir y extender beneficios de los acuerdos que se negocien a futuro.
Establecimiento - Otros Acuerdos: Confirmar los derechos y obligaciones bajo cualquier acuerdo bilateral o multilateral relacionado con inversión de los cuales uno o varios Estados de la Comunidad Europea, de un lado, y Colombia, de otro lado, sean Partes.
Suministro Transfronterizo de Servicios - Cobertura del capítulo: Precisar las medidas y determinar los sectores cubiertos por las disciplinas que se acuerden.
Suministro Transfronterizo de Servicios - Trato de Nación más Favorecida: Recibir y extender beneficios de los acuerdos que se negocien a futuro.
Presencia Temporal de Personas Naturales - Cobertura y Definiciones: Incluir dentro de la cobertura del capítulo, además del "Personal Clave" la categoría de "Técnicos" "Visitantes de Negocios" así como un anexo que relacione las actividades cubiertas por dichos "Visitantes de Negocios"
Disposiciones de Aplicación General - Reglamentación Nacional: Garantizar que cada Parte asegure que todas las medidas de aplicación general que afecten al comercio transfronterizo de servicios, al establecimiento en sectores de servicios y la presencia temporal de personas naturales con fines comerciales sean administradas de manera razonable, objetiva e imparcial.
Servicios de Computación: Reconfirmar el entendimiento de las Partes sobre el alcance de la cobertura de la división 84 de la CPC Servicios de informática y servicios conexos.
Servicios Postales y de Mensajería - Servicio Universal: Mantener la potestad del estado para adoptar o mantener la política de servicio universal.
Servicios de Telecomunicaciones Alcance: Cubrir los servicios básicos y de valor agregado con las disciplinas del capítulo.
Servicios de Telecomunicaciones - Obligaciones para proveedores importantes: Establecer obligaciones para los proveedores importantes en materia de transparencia, obligaciones de no discriminación en relación con la interconexión de acceso a, y uso de, servicios específicos de red.
Servicios de Telecomunicaciones Interconexión: Garantizar que cualquier proveedor autorizado para prestar servicios de telecomunicaciones tendrá el derecho de negociar la interconexión con otros proveedores de redes y servicios de telecomunicaciones disponibles al público.
Autorización para prestar servicios de telecomunicaciones: El compromiso en materia de autorización y licencias para prestar servicios de telecomunicaciones y sus criterios para su aprobación y denegación se realizarán de conformidad con la regulación de las Partes.
Servicios de Telecomunicaciones Independencia del regulador:	Garantizar que las autoridades regulatorias para los servicios de telecomunicaciones sean independientes con respecto a cualquier proveedor de servicios de telecomunicaciones.
Servicios de Telecomunicaciones Servicio Universal: Mantener la potestad del estado para adoptar o mantener la política de servicio universal.
Servicios Financieros Pensiones obligatorias y cesantías: Conservar las facultades del Estado para regular el sistema de seguridad social.
Servicios Financieros Nación más favorecida: Mantener la posibilidad de no extender beneficios más profundos otorgados en el marco de la Comunidad Andina.
Servicios Financieros Acceso al mercado financiero de la Unión Europea: Facilitar el acceso para el establecimiento y operación de entidades financieras colombianas mediante la eliminación de restricciones y agilización de procedimientos.
Servicios Financieros - Comercio transfronterizo de seguros (modos 1 y 4): Proteger al consumidor de servicios financieros provistos por entidades financieras no establecidas en el país. Excluir los seguros relacionados con la seguridad social y los tomados por entidades estatales.
Servicios Financieros -Comercio transfronterizo de servicios diferentes de seguros modos 1 y 4: Proteger al consumidor de servicios financieros provistos por entidades financieras no establecidas en el país. Evitar el lavado de activos.
Servicios Financieros Autorización de nuevos servicios financieros: Mantener la potestad de autorizar los nuevos servicios financieros para controlar la estructura del sistema financiero y sus efectos económicos.
Servicios Financieros Control a los flujos de capital: Mantener la discrecionalidad para controlar los flujos de capital con el fin de preservar la estabilidad macroeconómica.
Servicios Financieros - Administración de carteras colectivas (modo 1): Abrir a las entidades financieras colombianas el acceso al manejo de carteras colectivas de intermediarios financieros europeos.
Servicios Financieros Presencia comercial: Otorgar igualdad de derechos y obligaciones a las entidades financieras de la UE que se establezcan en Colombia con relación a las ya establecidas.
Servicios de Transporte Marítimo Internacional Alcance, Definición y Principios: Extender los benéficos de este Título solo a las compañías navieras de las Partes que cumplan con el requisito del establecimiento en el territorio nacional.
Excepciones: Acordar el marco de las excepciones de aplicación general y las de seguridad que podrán tomar las Partes.
Movimiento de Capitales Medidas de Salvaguardia: Establecer la posibilidad de las Partes de aplicar medidas de salvaguardia de carácter temporal con respecto a los pagos corrientes y movimientos de capital, sin especificar plazos.
Protocolo de Cooperación Cultural: Establecer el marco dentro del cual las Partes cooperarán para facilitar los intercambios relacionados con actividades, bienes y servicios culturales, incluido el sector audiovisual.

#### Compras públicas
Se negocian siete puntos de interés para Colombia.
Trato Nacional y No Discriminación:	Garantizar que nuestros proveedores, productos y servicios serán tratados como sus similares europeos, y los procedimientos y condiciones de participación no constituyan barreras al acceso.
Ámbito de Aplicación:	Establecer un ámbito que incluya las entidades y contrataciones de interés para Colombia mediante la inclusión del mayor número de entidades públicas en todos los niveles del gobierno y con la menor cantidad de reservas.
Cobertura niveles de gobierno:	Negociar el acceso a todo nivel de gobierno (entidades)
Excepciones: No incluir ciertos tipos de contrataciones que son excluidas por la Ley 80/93 y 1 150/07 y pueden tener problemas con los principios de TN y ND.
Procedimientos: Incluir cualquier procedimiento usado para contrataciones cubiertas, salvo los casos establecidos para contratación directa. En el caso de licitaciones selectivas y subastas, establecer reglas que faciliten la participación de proveedores colombianos.
Transparencia: Garantizar que los proveedores colombianos tengan acceso en iguales condiciones que un proveedor europeo, a las garantías de procedimiento en todas las etapas de la contratación, y a las oportunidades de negocios
Pymes: Crear espacios de cooperación para promover las exportaciones de nuestras empresas, especialmente las Pymes, a través de la contratación pública. Por otra parte, mantener la reserva pymes para Colombia.

#### Competencia
Se negocian ocho puntos de interés para Colombia.
Legislación en materia de competencia	Mantener legislación de competencia que proscriba prácticas restrictivas, así como la autoridad que aplique dicha legislación.
Cooperación y Coordinación de las autoridades:Establecer algún nivel de coordinación entre autoridades para la aplicación efectiva de la legislación.
Transparencia:Mejorar el acceso y el intercambio de información sobre legislaciones de competencia; empresas del estado monopolios designados.
Asistencia técnica: Fortalecer las capacidades técnicas y de infraestructura de las autoridades de la promoción de la competencia.
Monopolios designados y empresas del Estado:
Preservar la autonomía del Estado para designar monopolios y mantener y establecer empresas estatales.
Sujetar los monopolios y empresas del estado a las normas de competencia.
Solución de controversias: Excluir del mecanismo de solución de controversias aquellas disposiciones que menoscaben la soberanía autonomía del Estado.
Consultas: Establecer un mecanismo formal de consultas para facilitar el entendimiento y abordar asuntos específicos.

#### Asuntos institucionales
Se negocian diez y ocho puntos de interés para Colombia.
Preámbulo: Fortalecer las relaciones comerciales y el desarrollo económico y social de las Partes, así como el mejoramiento de la calidad de vida de los pueblos.
Definiciones:	Establecer definiciones claras que no den lugar a múltiples interpretaciones.
Transparencia:	Establecer mecanismos claros sobre la información, publicación de normas y procedimientos que se relacionen con el acuerdo.
Transparencia: Minimizar la carga administrativa y presupuestal que implique la adopción de disposiciones sobre transparencia.
Funcionamiento Administrativo del Acuerdo: Contar con disposiciones claras, que permitan el funcionamiento eficiente del acuerdo a partir de su entrada en vigor.
Administración del Acuerdo. Comisión Administradora: Establecer un esquema simplificado de Administración del Acuerdo.
Administración del Acuerdo. Comisión Administradora: Establecer una comisión a nivel Ministerial que cumpla con funciones claramente determinadas y con decisiones ágiles y oportunas que logren el correcto funcionamiento del Acuerdo (instancia política)
Excepciones Generales: Establecer excepciones acordes con los intereses de Colombia dentro de la negociación.
Enmiendas: Lograr que las modificaciones o enmiendas al Acuerdo se hagan por unanimidad de las Partes y se aprueben siguiendo los procedimientos jurídicos internos de cada una.
Vigencia y Denuncia: Establecer el mecanismo de entrada en vigor del Acuerdo entre los países que lo hayan aprobado y el tiempo para que surta efecto la denuncia del mismo.

#### Solución de diferencias
Se negocian siete puntos de interés para Colombia.
Ámbito de Aplicación:	Lograr la activación del mecanismo cuando se presenten controversias que surjan por la aplicación, interpretación e incumplimiento del acuerdo y por anulación y menoscabo.
Activación del mecanismo: lograr que el mecanismo sea fácilmente activado por la Parte interesada.
Etapas del mecanismo:	Establecer un procedimiento que cuente con etapas específicas y plazos definidos, que garanticen que el mecanismo no se verá entorpecido por inactividad de alguna de las Partes.
Procedimiento arbitral:	Contar con un mecanismo que permita constituir el Tribunal de Arbitramento de manera ágil y eficiente, con el fin de contar con una solución efectiva para la controversia.
Lista de árbitros: Exaltar la potestad en cabeza de las Partes, de elegir sus árbitros al momento en que surja una controversia.
Efecto vinculante del Laudo Arbitral y cumplimiento: Establecer que la decisión del Tribunal arbitral sea vinculante y de obligatorio cumplimiento para las Partes.
Sanciones por incumplimiento:	Establecer sanciones comerciales por incumplimiento de las disposiciones del Acuerdo, las cuales tendrán efecto equivalente al perjuicio causado.

#### Comercio y desarrollo sostenible
Se negocian once puntos de interés para Colombia.
Concepto Comercio y Desarrollo Sostenible: Reconocer que el concepto de desarrollo sostenible parte de tres pilares interdependientes: Económico, sociolaboral y ambiental.
Ámbito de Aplicación: Circunscribir los compromisos de las Partes al ámbito laboral y ambiental. Limitar las obligaciones asumidas en el capítulo a aspectos que afecten el comercio entre las partes.
Capacidad legislativa Laboral y ambiental: Establecer el pleno respeto al ordenamiento jurídico de cada una de las Partes y reconocer el derecho de estas a adoptar y modificar sus propias normas laborales, ambientales, con el fin de responder a sus necesidades, sin afectar compromisos internacionales adquiridos en dichas materias.
Cumplimiento de la legislación laboral interna y Convenios Internacionales de la OIT: Continuar avanzando en la efectiva aplicación de la legislación laboral interna. El ámbito de aplicación de los compromisos en materia laboral debe referirse a los derechos laborales fundamentales recogidos en la Declaración de la OIT relativa a los Principios y Derechos Fundamentales en el Trabajo y su Seguimiento (1998), reconocidos en la legislación laboral interna y que tengan relación directa o afecten el comercio entre las Partes.
Cumplimiento de la legislación ambiental interna y de los Acuerdos Ambientales Multilaterales AMUMAS: Asumir compromisos en relación con el cumplimiento de la legislación interna. Preservar la autonomía para aplicar la normatividad ambiental nacional derivada de acuerdos ambientales multilaterales.
Participación del público: Tener procesos transparentes de acuerdo con la legislación interna de las Partes y que den legitimidad a las actividades establecidas en el capítulo.
Biodiversidad: Obtener un reconocimiento de la importancia de la conservación y el uso sostenible de la diversidad biológica.
Instancias de administración y seguimiento del capítulo: Establecer una estructura institucional, determinando claramente sus funciones, con el fin de hacer seguimiento al cumplimiento de las obligaciones del capítulo, priorizando soluciones de consenso entre las partes, sin que esto conlleve la creación o la intervención de organizaciones externas o supranacionales.
Solución de Controversias: Definir un mecanismo que solucione las controversias que se presenten en este Capítulo, diferente al mecanismo de solución de diferencias del Acuerdo.
Incumplimientos y sanciones: Lograr que el incumplimiento de las obligaciones del Capítulo no genere sanciones comerciales o pecuniarias para las Partes.
Cooperación laboral y ambiental y desarrollo de capacidades: Obtener cooperación para asuntos laborales y ambientales que tome en cuenta las realidades de Colombia y sus necesidades particulares, para mejorar el cumplimiento y aplicar de manera efectiva las obligaciones acordadas en el capítulo.

#### Fortalecimiento de las capacidades comerciales
Se negocian dos puntos de interés para Colombia.
Asistencia técnica: Lograr que los programas de cooperación que tiene la Unión Europea, se orienten adecuadamente hacia la asistencia técnica para el desarrollo y el fortalecimiento de las capacidades productivas y comerciales.
Aprovechamiento del Acuerdo:	Orientar los recursos financieros asignados al área comercial hacia aquellas actividades que requieran mayor apoyo y tengan mayor impacto en la implementación y aprovechamiento del Acuerdo.

#### Aduanas y facilitación del comercio
Se negocian once puntos de interés para Colombia.
Procedimientos Aduaneros: Basar la legislación en los principales elementos del Convenio Revisado de Kyoto, Marco de Trabajo OMA y el Sistema Armonizado.
Procedimientos Aduaneros: Contar con legislación que evite cargas discriminatorias e innecesarias.
Procedimientos Aduaneros: Uso de un documento único, administrativo o electrónico equivalente.
Procedimientos Aduaneros:	Uso de sistemas objetivos de administración del riesgo.
Procedimientos Aduaneros:	Resoluciones anticipadas en Clasificación arancelaria y Origen.
Procedimientos Aduaneros: Desarrollo de sistemas para el intercambio electrónico de información entre las administraciones aduaneras y otras agencias.
Procedimientos Aduaneros: Proporcionalidad en la aplicación de sanciones.
Procedimientos Aduaneros: Establecimiento de reglas transparentes, proporcionales y no discriminatorias para las autorizaciones de los agentes de aduanas.
Procedimientos Aduaneros: Eliminación del uso obligatorio de inspecciones pre embarque en lugar de salida o ingreso.
Procedimientos Aduaneros: Derecho de apelación contra acciones, reglas y decisiones administrativas de la autoridad aduanera.
Procedimientos Aduaneros:	Asegurar altos estándares de integridad de funcionarios aduaneros.
Tránsito de Mercancías:	Asegurar libertad de tránsito según la ruta más conveniente.
Tránsito de Mercancías:	 Aplicación uniforme, no discriminación y trato nacional en el tránsito.
Tránsito de Mercancías:	Régimen de tránsito sin el pago de impuestos aduaneros o cargas siempre que exista una garantía apropiada.
Tránsito de Mercancías:	Coordinación y cooperación entre las autoridades y demás entidades que intervengan en frontera.
Relación con la comunidad comercial:	Disponibilidad de legislación, procedimientos, tarifas y cargas por medios electrónicos y existencia de un periodo de tiempo razonable para las modificaciones antes de su entrada en vigencia.
Relación con la comunidad comercial:	Mecanismos de consulta entre la aduana y a comunidad comercial.
Relación con la comunidad comercial:	Disponibilidad de avisos administrativos, horas de funcionamiento y procedimientos en los puertos y cruces de frontera.
Valoración Aduanera: Aplicación del Art. VII GATT y Acuerdo de Valoración.
Comité especial sobre cooperación aduanera, facilitación del comercio y reglas de origen: El Comité deberá estar encargado de la correcta Interpretación del capítulo, inclusión de mejores prácticas y estándares internacionales en materia aduanera.
Acuerdo Asistencia Mutua Aduanera:	Establecer un mecanismo directo de cooperación y asistencia mutua entre las aduanas de las Partes para prevenir, detectar y combatir las actividades ilícitas relacionadas con el comercio exterior.

#### Propiedad intelectual
Se negocian cinco puntos de interés para Colombia.
Disposiciones Generales: Incorporar disposiciones generales que sirvan de criterio de interpretación del capítulo que incluya la referencia a Doha.
Biopiratería: Asegurar la complementariedad entre ADPIC y CDB Implementar mecanismos que restrinjan la indebida apropiación de la biodiversidad y de los conocimientos tradicionales.
Transferencia de Tecnología: Incentivar y facilitar la Transferencia de Tecnología.
Observancia: Mantener el estándar de Adpic.
Relación entre IGs y Marcas:	Mantenimiento del nivel de protección de las Indicaciones Geográficas frente a marcas, para explotar el potencial que el país tiene en este tema.

### Resultados de la Negociación

#### I. Principales logros
Después de un proceso de negociaciones que se adelantó por un periodo superior a los dos años y medio, y de nueve rondas de negociación bajo el formato multipartito, el País ha culminado uno de los objetivos fundamentales en su proceso de internacionalización, al asegurar condiciones preferenciales, y permanentes con un actor clave en la economía mundial y para Colombia como lo es la Unión Europea.
Son múltiples las razones por las cuales un Acuerdo Comercial con la Unión Europea es notoriamente conveniente para el país.
La importancia para Colombia de un acuerdo con la UE, entre otras razones, radica en lograr una relación preferencial y permanente.
Que a su vez es nuestro segundo socio comercial:
En el plano bilateral, en el comercio de bienes, la UE es el segundo socio comercial de Colombia luego de Estados Unidos, pues el comercio en ambas vías ha venido creciendo en los últimos años, ubicándose en USD 4.700 millones en exportaciones (14% del total exportado) y en USD 5.100 en importaciones (15% del total importado).
Y es un principal inversionista en nuestro país:
La inversión (sin incluir el sector petrolero) acumulada del periodo enero 2002 a septiembre de 2009 de la UE en Colombia alcanza los USD 6.350 millones, lo que ubica a la UE como el segundo inversionista en nuestro país con el 23% de la participación sobre el total.
En conclusión:
El Acuerdo define reglas de juego claras, y predecibles en materia del comercio de bienes, servicios y con respecto a los flujos de inversión. Lo anterior, permitirá el mayor crecimiento económico y la generación de empleos estables y bien remunerados mediante el aprovechamiento de un mercado de los más grandes y dinámicos del mundo y en el cual nuestros competidores tienen o tendrán próximamente acceso preferencial.

#### Principales resultados
Acceso a Mercados (Normas Generales y bienes no agrícolas): Se acordaron las disciplinas que regirán el comercio de los bienes; en particular, las condiciones para la eliminación gradual de los aranceles y de las medidas no arancelarias. Se alcanzaron consensos para temas fundamentales para Colombia como la posibilidad de continuar utilizando los mecanismos de exoneración arancelaria (Plan Vallejo y componente arancelario de las Zonas Francas) para producir bienes que aprovechen las preferencias acordadas y el mantenimiento de medidas y controles a las importaciones de mercancías usadas, remanufacturadas, recuperadas y la contribución a las exportaciones de café y esmeraldas.
Agricultura:En complemento a las disposiciones generales del capítulo de Acceso a Mercados que también le aplican al comercio de bienes agrícolas, se cuenta con disciplinas específicas para el comercio agropecuario, como las relacionadas con las salvaguardias para determinados productos agrícolas, sobre la eliminación de los subsidios a las exportaciones, y la administración de contingentes.
Normas de Origen: El capítulo define las condiciones mínimas de transformación que se requieren para garantizar que el beneficio de los programas de liberación acordados sea recibido por los bienes producidos en el territorio de las Partes. En tal sentido, se acordaron los criterios generales y los procedimientos que se deben cumplir para determinar el origen de una mercancía. Adicionalmente, se acordaron los requisitos específicos de origen adecuados que se aplican a los productos, de acuerdo con las condiciones productivas y la disponibilidad de materias primas e insumos de las Partes.
A Obstáculos Técnicos al Comercio: Aborda disciplinas para facilitar el acceso efectivo al mercado de las Partes, evitando la constitución y propiciando la eliminación de trabas técnicas innecesarias al comercio. Se faculta a las instituciones competentes para revisar el cumplimiento de los reglamentos técnicos, se promueve la transparencia y divulgación de normas, reglamentos y procedimientos, así como las razones de las autoridades para la detención de mercancías.
Medidas Sanitarias y Fitosanitarias: Abarca compromisos para asegurar que se facilite el comercio de bienes agrícolas y agroindustriales y permitir así el acceso efectivo de nuestros productos al mercado europeo. Se crea un comité bajo el cual se aplicarán los mecanismos y procedimientos para resolver las problemáticas sanitarias que puedan surgir entre las Partes. El capítulo también promueve la colaboración entre las autoridades competentes y genera las dinámicas para el reconocimiento mutuo de acuerdos de equivalencia, reconocimiento de la regionalización, evaluación de riesgos y para los procedimientos de control, inspección y aprobación.
Aduanas y Facilitación del Comercio: Establece procedimientos aduaneros eficientes que permitirán fortalecer y modernizar las operaciones aduaneras en Colombia; se contará con un convenio para la prevención y lucha contra el fraude mediante la cooperación y el intercambio oportuno de información entre las administraciones aduaneras.
Defensa Comercial: Define reglas que permiten salvaguardar los intereses de los productores cuando se presente un aumento inusitado de las importaciones que causen daño sustancial; también protege el interés de los exportadores en el mercado al contar con unas reglas balanceadas que previenen el abuso del instrumento. Se cuentan también con disposiciones sobre salvaguardia global y sobre medidas antidumping.
Competencia: El capítulo reconoce la importancia de la libre competencia en los mercados y la necesidad de evitar los efectos de las conductas anticompetitivas sobre el comercio y la inversión, lo cual se refuerza con compromisos en materia de cooperación entre autoridades, con el objetivo de generar mecanismos para perseguir y sancionar efectivamente las prácticas anticompetitivas.
Contratación Pública: se acordaron disposiciones que permiten a las empresas colombianas y europeas contar con procedimientos transparentes y no discriminatorios en los procesos de contratación de las entidades públicas de todos los niveles de gobierno.
Fortalecimiento de Capacidades Comerciales: Permitirá la identificación de proyectos de cooperación que apunten a la generación de oportunidades para el comercio y la inversión, favoreciendo de manera especial el aprovechamiento del acuerdo por parte de las PYMES, y la atención de necesidades en medidas sanitarias, y reglamentaciones técnicas, entre otros, para fortalecer las capacidades del país en la implementación del acuerdo.
Comercio y Desarrollo Sostenible: Refleja los acuerdos alcanzados respecto a la complementariedad de las políticas comerciales, ambientales y laborales para contribuir al
desarrollo sostenible; el compromiso de no debilitar la legislación en la materia para incentivar el comercio y la inversión; un mecanismo de seguimiento de los compromisos y espacios de participación de la sociedad civil. En relación con los trabajadores migrantes, las Partes reconocen la importancia de promover la igualdad de trato en materia de condiciones de trabajo, con el objeto de eliminar cualquier discriminación a este respecto frente a cualquier trabajador, incluyendo los trabajadores migrantes que estén empleando legalmente en sus territorios.
Establecimiento y Servicios: Se lograron condiciones estables y ciertas para los inversionistas europeos ubicados en nuestro país. En Servicios, los proveedores nacionales podrán desarrollar sus actividades en 21 sectores, dando prioridad a aquellos integrados dentro del programa de Transformación Productiva que impulsa el Ministerio de Comercio, Industria y Turismo, en un marco que permite la prestación de servicios, ya sea a distancia o, cuando se requiera, desplazándose temporalmente al país que lo demande para realizar allí su labor. En este último aspecto se destaca la posibilidad que tendrán ahora los proveedores de servicios contratados por una empresa colombiana para prestar un servicio en la UE para ingresar y permanecer en el territorio europeo por un periodo de 6 meses.
En Servicios Transfronterizos se acordaron disciplinas que corresponden a los principios de liberalización que las partes se obligan a cumplir una vez suscrito el acuerdo, para aquellos sectores de servicios que cada país decide liberalizar, enunciando las condiciones de entrada y limitaciones que aplicará de acuerdo con los principios de trato nacional y nación más favorecida. Ello generará oportunidades comerciales para todas aquellas personas naturales y/o empresas que pueden vender sus servicios desde Colombia sin necesidad de trasladarse o instalarse en uno de los países de la UE. Adicionalmente, incrementará el potencial exportador de Servicios Profesionales, por cuanto se establece la posibilidad de que las Partes negocien acuerdos de reconocimiento mutuo.
En Entrada temporal de personas naturales con fines de negocios, se establecieron compromisos para crear las condiciones necesarias para facilitar el ingreso y la permanencia temporal de personal clave, practicantes graduados, vendedores de servicios comerciales, proveedores de servicios contractuales y profesionales independientes y las personas en visita breve de negocios; de conformidad con la relación comercial preferente entre Colombia y la UE.
En Telecomunicaciones se incluyen, entre otras, la autorización para prestar servicios de telecomunicaciones básicos como de valor agregado, lo correspondiente a las autoridades regulatorias, obligaciones adicionales de los Proveedores Importantes, compromisos para garantizar la interconexión, la confidencialidad de la información y la resolución de controversias entre proveedores.
En Servicios financieros se consignan compromisos para una apertura gradual del sector. Se espera que ello contribuya a la consolidación y globalización del sector financiero colombiano y al logro de mayor eficiencia como consecuencia de la introducción de nuevas tecnologías, productos y técnicas de gerencia y gestión, derivadas de la entrada de instituciones financieras extranjeras a través de la figura de sucursales con capital asignado.
En Servicios de transporte marítimo internacional, se establecieron los principios que permitirán la liberalización de los servicios en este importante subsector. En desarrollo de estos compromisos, las naves de bandera colombiana recibirán un tratamiento no menos favorable que el que la UE otorga a sus propias naves en relación con, entre otros, acceso a puertos, uso de infraestructura y servicios marítimos auxiliares de los puertos, así como en relación con tarifas y costos, instalaciones de aduanas y la asignación de atracaderos e instalaciones para carga y descarga.
En Comercio Electrónico se establecen disciplinas para promocionar el desarrollo del comercio electrónico entre Colombia y la UE, en particular mediante la cooperación. Se espera entonces impulsar el desarrollo de sectores servicios tercerizados a distancia (BPO); avanzar hacia la administración del comercio sin papeles y favorecer el reconocimiento internacional de Colombia como “puerto seguro” en materia de protección de datos personales.
Propiedad intelectual: Contiene disposiciones que tienen por objeto la protección adecuada y efectiva a los derechos de propiedad intelectual, manteniendo un balance entre los derechos de los titulares y los intereses del público en general, particularmente en materia de educación, investigación, salud pública y acceso a la información. Asimismo, se acordaron compromisos en materia de protección a la biodiversidad, transferencia de tecnología y cooperación, alcanzando un adecuado equilibrio entre la protección brindada en materia de indicaciones geográficas y la que se asignará a los productos derivados de la biodiversidad.
Asuntos Institucionales y Solución de Diferencias: Define la estructura jurídica del Acuerdo, así como los órganos de administración del mismo, compromisos en materia de transparencia y las excepciones generales que aplican de manera transversal a todo el Acuerdo. Adicionalmente, se cuenta con un mecanismo de solución de diferencias para definir de manera ágil y oportuna las controversias que surjan durante la aplicación del Acuerdo.

### Contenido del acuerdo
Por un lado, el acuerdo comercial entre Colombia y Perú y la Unión Europea incluye elementos de diálogo político y cooperación no limitada al comercio, como el respeto a los derechos humanos y el desarrollo sostenible. En cuanto al comercio, el acuerdo crea una base legal estable para las relaciones comerciales entre las dos partes, crea nuevas oportunidades de trabajo, crea un marco de inversión favorable, cumple con los estándares y acuerdos ambientales y de derechos humanos. También ofrece incentivos para bienes y servicios de producción nacional, una de las economías más importantes del mundo, con más de 500 millones de consumidores de 27 países y, según la Organización Mundial del Comercio, el mundo es un importante importador y exportador de bienes. a nivel mundial, además de ser número uno en el mundo en compra y venta de servicios. En materia de diálogo político, el acuerdo da continuidad al proceso de diálogo que lleva adelante Colombia con la Unión Europea y varios Estados miembros, en el que los derechos humanos son un elemento importante, reflejado en el acuerdo. Los programas de cooperación en el Acuerdo incluyen derechos humanos, derechos laborales, desarrollo sostenible y protección ambiental, cambio climático, desarrollo de pequeñas y medianas empresas, desarrollo de la industria láctea y apoyo a la industria pesquera y otras industrias.
La Comisión Europea pronostica que Colombia se convertirá en el país con mayor incremento en la producción industrial a raíz del acuerdo comercial, especialmente en los sectores automotriz y de autopartes (25,5%), químicos químicos, plásticos y productos de caucho (8,2%) y textil (7,2%).%)
Cree empleos y crezca localmente para sostener la economía. Brinda a los productores colombianos acceso a un mercado de consumo más grande que el de Estados Unidos y Japón juntos. Brinda acceso inmediato y libre de impuestos a los mercados de la Unión Europea para el 99,9% de los sectores manufacturero, industrial y pesquero de Colombia. Brinda acceso inmediato y libre de impuestos a los mercados de la Unión Europea para productos agrícolas que incluyen azúcar, harina, café, plátanos y otras frutas, así como carne de res, mientras protege algunos productos delicados como carne de cerdo, aves, maíz y arroz. Reducir las barreras y alentar a los países europeos a invertir en los servicios y sectores manufactureros clave de Colombia. Construir relaciones con organizaciones internacionales que puedan apoyar el progreso de Colombia en derechos humanos y sindicatos a nivel nacional e internacional.
El cuestionario consolida la participación en Colombia, el desarrollo sostenible, proporciona la garantía arquitectónica del acuerdo sobre la implementación de altos estándares ambientales y trabajos. 
° Garantizar que las empresas colombianas tengan acceso a la contratación pública europea sin discriminación alguna.
° Brindar apoyo técnico e iniciativas de desarrollo de capacidades para mejorar la competitividad y la capacidad de innovación. 
° Enfatizar el liderazgo de Colombia en América Latina y fortalecer la relación de Colombia con la principal fuerza política mundial.

### Implementación del acuerdo
El "Acuerdo Comercial entre Colombia y Perú  y la Unión Europea junto a sus Estados Miembros", firmado en Bruselas, Bélgica, el 26 de junio de 2012, cumplió el trámite previsto en los artículos 150, 189 y 241 de la Constitución Política para la aplicación de los tratados, a saber, fue aprobado por el Congreso de la República mediante la Ley 1669 del 2013. Su primer decreto fue el Decreto 1513 del 18 de julio de 2013, luego el Decreto 1636 del 31 de julio de 2013. Hasta llegar al Decreto 2247 del 5 de noviembre de 2014. Este último fue declarado exequible por la Corte Constitucional en la sentencia C-335 del 2014 y notificado el cumplimiento de requisitos internos para la aplicación del tratado a la Unión Europea por parte de la República de Colombia; y bajo el entendido que la inexequibilidad del Decreto 1513 de 2013 comenzará a producir efectos a partir del 8 de noviembre de 2014
DECRETA
ARTÍCULO 1. Desarrollar los compromisos de acceso a los mercados adquiridos por Colombia en virtud el "Acuerdo Comercial entre Colombia y Perú, por una parte, y la Unión Europea y sus Estados Miembros, por la otra", firmado en Bruselas, Bélgica, el 26 de junio de 2012", en adelante "el Acuerdo", aprobado por la Ley 1669 de 2013, en los aspectos regulados por las siguientes disposiciones.
PARÁGRAFO. Teniendo en cuenta que Gobierno Nacional dispuso que el Acuerdo surtiera efectos desde el 1 de agosto de 2013, para todos los propósitos del presente Decreto se entenderá que continúa la aplicación del Acuerdo en virtud del párrafo 3 del artículo 330 del mismo, salvo lo dispuesto en sus artículos 2, 202 párrafo 1, 291 y 292, sin solución de continuidad desde esa fecha. 
ARTÍCULO 2. La eliminación, en adelante también llamada desgravación arancelaria, prevista en el Acuerdo, continuará aplicándose sin solución de continuidad, teniendo en cuenta que dicha aplicación se inició el primero de agosto de 2013.
ARTÍCULO 3. Las importaciones de mercancías originarias de la Unión Europea y sus Estados miembros pagarán los aranceles aduaneros resultado de aplicar las reglas establecidas en el presente Decreto.
ARTÍCULO 4. El año cero del cronograma de eliminación arancelaria, corresponderá al periodo de tiempo entre la fecha en que el acuerdo comenzó a surtir efectos (también denominada "Inicio de aplicación"), es decir, el 1 de agosto de 2013, y el 31 de diciembre de 2013. El año uno del cronograma de eliminación arancelaria corresponderá al año calendario que comienza el 1 de enero de 2014 y termina el 31 de diciembre de 2014. Los años a los que se hace referencia como "año dos", "años tres" y así sucesivamente, significan los años calendario siguientes al año uno. Los cortes arancelarios se definirán en cada categoría de desgravación.
ARTÍCULO 5. Tasa base del arancel aduanero significa la tasa o arancel que se indica para cada sub partida arancelaria en las Listas de Desgravación Arancelaria previstas en los artículos 12 y 33.
ARTÍCULO 6. El presente decreto confirma el establecimiento de una zona de libre comercio entre Colombia y la Unión Europea y sus Estados miembros, de conformidad con lo dispuesto en el Artículo XXIV del Acuerdo General sobre Aranceles Aduaneros y Comercio de 1994 y el Artículo V del Acuerdo General sobre Comercio de Servicios.
ARTÍCULO 7. El presente decreto confirma los derechos y obligaciones existentes entre Colombia y la Unión Europea y sus Estados miembros, conforme al Acuerdo sobre la OMC y otros acuerdos de los que sean parte.
Adicionalmente, el decreto se divide en diferentes artículos:
CAPÍTULO PRIMERO: CRONOGRAMA DE ELIMINACIÓN O DESGRAVACIÓN ARANCELARIA PARA MERCANCÍAS NO AGRÍCOLAS
SECCIÓN A - CATEGORÍAS DE DESGRAVACIÓN: Artículos del 8 al 11.
SECCIÓN B - LISTA DE DESGRAVACIÓN: Artículo 12
CAPÍTULO SEGUNDO: PROGRAMA DE DESGRAVACIÓN DE ARANCELES ADUANEROS PARA MERCANCÍAS AGRÍCOLAS
SECCIÓN A - CATEGORÍAS DE DESGRAVACIÓN: Artículos del 13 al 32.
SECCIÓN B - LISTA DE DESGRAVACIÓN: Artículo 33.
SECCIÓN C - CONTINGENTES ARANCELARIOS: Artículos del 34 al 49.
SECCIÓN D - SALVAGUARDIA AGRÍCOLA: Artículos del 50 al 52.
CAPÍTULO TERCERO: MEDIDA DE SALVAGUARDIA BILATERAL
Artículos del 53 al 58
CAPÍTULO CUARTO:
SECCIÓN A - REGLAS Y PROCEDIMIENTOS DE ORIGEN: Artículo 59.
SECCIÓN B - PRUEBA DE ORIGEN: Artículo 60.
SECCIÓN C - PROCEDIMIENTOS DE VERIFICACIÓN DE ORIGEN: Artículo 61. 
CAPÍTULO QUINTO: DISPOSICIONES FINALES
ARTÍCULO 62. Los contingentes arancelarios establecidos en el Programa de Desgravación para las importaciones de los Productos Agrícolas originarios de la Unión Europea y sus Estados miembros, a los que se refiere el presente Decreto, serán reglamentados y administrados por la Dirección de Impuestos y Adunas Nacionales.
ARTÍCULO 63. Si después de la fecha en que el Acuerdo surtió efectos, se reduce el arancel aduanero aplicado de Nación Más Favorecida, tal arancel aduanero se aplicará solamente si es más bajo que el arancel aduanero calculado de conformidad con las categorías de desgravación del presente Decreto.
ARTÍCULO 64. En caso de discrepancia entre lo previsto por el presente Decreto y el Acuerdo, prevalecerá este último. 
ARTÍCULO 65. El Presente Decreto rige a partir de la fecha de su publicación y surte efectos a partir del 8 de noviembre de 2014.

## La UE en el proceso de paz
La Unión Europea, bajo su intención de querer ampliar sus puntos de influencia, aproximándose a países con dificultades económicas y sociales en el área de América Latina, ha declarado la paz y la estabilidad de Colombia como una prioridad para todos sus Estados miembros en el periodo reciente. 

### Fondo Europeo para la Paz en Colombia
El Fondo Europeo para la Paz en Colombia fue creado por la Unión Europea a través de la Decisión del 22 de marzo de 2016, el cual fue establecido de forma oficial con el acuerdo constitutivo del 12 de diciembre de 2016, como muestra de solidaridad y apoyo político al Gobierno colombiano en la implementación del Acuerdo de Paz.
Este es un Fondo Fiduciario (EUTF) que utiliza la Unión Europea como vehículo de financiamiento desde el 2013, para su cooperación al desarrollo en situaciones que requieren un apoyo de envergadura mediante mecanismos flexibles, receptivos y que ofrezcan resultados concretos con mayor rapidez. Permiten unir contribuciones del presupuesto de la UE y aportes de los Estados miembros y otros donantes bajo una gestión única.
Las intervenciones del Fondo son diseñadas a partir de las situaciones concretas y necesidades específicas que se presentan en las regiones y se caracterizan por fomentar un diálogo amplio e incluyente en el territorio, entre comunidades, autoridades locales y el sector privado, que alimentan las estrategias adoptadas.
Mediante una asistencia técnica específica para el Fondo, la UE transfiere conocimientos, respalda técnicamente los proyectos e iniciativas puestas en marcha, y promueve una mejor articulación temática y geográfica entre ellos, con el fin de potencializar los resultados y efectos en las comunidades y territorios.
El Fondo se mantiene abierto a todos los Estados miembros y otras naciones que deseen apoyar la acción europea en pro de la paz sostenible e incluyente en Colombia, mediante contribuciones técnicas adicionales que permitan potenciar las acciones que están en curso como, por ejemplo, el intercambio de experiencias de profesionales de administraciones públicas europeas.
Este se encuentra conformado por la propia Unión Europea  junto con 21 de sus Estados miembros, Reino Unido y Chile, con una aportación global de más de 130 millones de euros. Su compromiso es responder de forma eficaz y coordinada a necesidades en materia de consolidación de la paz y desarrollo económico y social de los territorios más afectados por el conflicto armado, canalizando los aportes provenientes de sus donantes. 

### Objetivos del Fondo Europeo para la Paz
El objetivo principal de este Fondo es apoyar la implementación del proceso de paz entre el Gobierno de Colombia y las FARC y acompañar a la población colombiana para superar los efectos de los 50 años de conflicto armado. 
Su foco de acción parte de la experiencia de la Unión Europea y sus Estados miembros, las actividades que se desarrollan se concentran en la recuperación temprana y la estabilización de los territorios más afectados por el conflicto, haciendo especial énfasis en el desarrollo rural, apoyando programas de reforma de la administración pública, descentralización y participación ciudadana. A su vez, busca fortalecer la participación de la sociedad civil, promover la equidad de género, reforzar la resiliencia en los grupos de la población en condiciones más vulnerables y acompañar el proceso de reincorporación a la vida civil de las y los firmantes de la paz.
Los proyectos gestionados por el Fondo se guían por 5 pilares estratégicos:
Reconciliación y disminución del conflicto.
Reincorporación de los exintegrantes de las FARC-EP a la vida social en el ámbito económico y social.
Inclusión poblacional de jóvenes, mujeres y grupos étnicos.
Productividad sostenible e incluyente.
Presencia legitimadora del Estado colombiano y gobernanza local.
Fomento de un valor agregado de la Unión Europea

### Cobertura geográfica
Las diferentes intervenciones del Fondo abarcan una zona geográfica de 27 departamentos y 145 municipios, de los cuales 65 son municipios PDET (Programas de Desarrollo con Enfoque Territorial) y 17 corresponden a las Zonas Estratégicas de Intervención Integral o Zonas Futuro. Asimismo, el Fondo despliega sus acciones en 24 Antiguos Espacios Territoriales de Capacitación y Reincorporación (AETCR) y 5 Nuevas Áreas de Reincorporación (NAR).

### Toma de decisiones  y gobernanza del Fondo
El Fondo, con el fin de garantizar la transparencia, eficiencia y coordinación efectiva en la toma de decisiones sobre el destino de los recursos y la administración del mismo, cuenta con una estructura de gobernanza compuesta por dos órganos: el Comité Estratégico y el Comité Operativo.
La Comisión Europea, representada por la Delegación de la UE (DUE) en Colombia, es responsable  de la administración del Fondo.
El Gobierno Colombiano (representado por el Consejero Presidencial para la Estabilización y la Consolidación) tiene la calidad de Socio en el Fondo. Eso permite mantener un diálogo y coordinación de las acciones en relación con las prioridades y necesidades planteadas por el Gobierno. Las opiniones del Socio frente a la identificación, formulación y ejecución de las acciones son escuchadas en el Comité Operativo con el fin de garantizar la apropiación local y posterior sostenibilidad de las acciones.
Adicionalmente se cuenta con las Mesas Territoriales/Sectoriales  como instancia para la articulación y coordinación entre los proyectos e iniciativas puestas en marcha.

#### Comité Estratégico
Su función es adoptar y revisar la estrategia del Fondo, definir su ámbito geográfico y temático, así como decidir sobre sus lineamientos estratégicos, revisar los informes anuales, evaluar los resultados y efectos de las acciones financiadas, y definir la forma en que países no europeos pueden contribuir al Fondo.

#### Comité Operativo
Es el órgano responsable de seleccionar las acciones que financia el Fondo, las cuales deben ajustarse a las prioridades del mismo, señaladas en el Anexo 1 del Acuerdo Constitutivo. Su función es examinar y aprobar las acciones a ser financiadas, supervisar la ejecución de las mismas, aprobar los informes anuales del Fondo y asegurar su adecuada visibilidad de las acciones.
Está compuesto por: (i) el Administrador del Fondo, quien actúa en nombre de la Unión Europea, (ii) representantes de los donantes fundadores que han contribuido con una cantidad mínima de 3 millones de EUR; y (iii) un/una representante de otro donante o grupo de donantes que haya realizado contribuciones menores a 3 millones de EUR o que hayan suscrito el Acuerdo y tengan compromisos de contribución. Se invita también a un/una representante del Socio y a representantes de Estados No Miembros, y a representantes de otras organizaciones en calidad de observadores.

#### Comisión Europea
Es el órgano encargado de la administración del Fondo, de la secretaría del Comité Estratégico y del Comité Operativo, de la administración financiera y de la ejecución de las acciones, entre otras. Para la ejecución de sus funciones la Comisión cuenta con un delegado Administrador, un delegado Contable y un equipo de Oficiales de Cooperación que trabajan en la Delegación de la Unión Europea en Colombia.

#### Mesas Territoriales / Sectoriales
Se constituye como un instrumento de articulación, coordinación y gobernanza entre los proyectos del Fondo, cuyo objetivo es generar un espacio de encuentro con socios e institucionalidad y alcanzar ciertos acuerdos en términos operativos y estratégicos. Estos espacios, que cuentan con la participación de Oficiales de Cooperación de la Delegación de la Unión Europea, permiten intercambiar información clave sobre los contextos territoriales y las dinámicas locales, trabajar conjuntamente en estrategias de posicionamiento e incidencia política, compartir y transferir metodologías, herramientas y buenas prácticas, y facilitar la articulación de acciones y la complementariedad de las intervenciones.
De acuerdo con lo establecido en el Acto Constitutivo el Fondo, los gastos de administración del Fondo no pueden superar el 5% de los importes.

#### Proyectos
La inversión del Fondo en las 31 intervenciones puestas en marcha supera los 130 millones de euros. A dicha cantidad se suman los más de 20 millones de euros que suponen las contrapartidas de las entidades socias implementadoras. Sin embargo, según la región o los proyectos e inconvenientes que se presente, esta cifra puede variar.
Según información del 2018 el Fondo Fiduciario Europeo para la Paz en Colombia ha establecido cerca de EUR$95 millones (US$112 millones) para permitir en el muy corto plazo una respuesta rápida, flexible y colectiva para la implementación de la paz especialmente en áreas rurales.
A su vez, Colombia es beneficiaria del apoyo presupuestario para la competitividad y productividad del sector lácteo con un acuerdo de inversión en agricultura por EUR$70 millones (US$82 millones) y el programa para la competitividad territorial por EUR$32,8 millones (US$83,7 millones). Se estima que, durante los últimos 15 años el bloque europeo ha invertido el valor de EUR$1.500 millones (US$1.770 millones) en actividades de consolidación de la paz en Colombia.

### Laboratorios de Paz de la Unión Europea
Los Laboratorios de Paz son programas de cooperación bilateral al desarrollo de la Unión Europea (UE) en zonas de conflicto en Colombia, cuyo objetivo principal actualmente es apoyar la búsqueda de una paz duradera en el país.
Estos programas de cooperación de la UE a Colombia buscan apoyar las iniciativas civiles por la paz que ya están en marcha y pretenden ubicar sus recursos en procesos que ya tienen una historia, promoviendo  un enfoque en proyectos integrales que sean la expresión de procesos sociales participativos, donde la reapropiación de los Derechos Humanos sea la base para la reconstrucción del tejido social y la recuperación de un sentido de ciudadanía que contribuye a garantizar la paz duradera (Plan Operativo Global Laboratorio de Paz II 6). La UE hace una interpretación del conflicto reconociendo tres causas principales: 
Causas institucionales: altos niveles de violencia, marginalidad y pobreza acelerados por la presencia de grupos armados y su financiación a partir de los cultivos ilícitos; ausencia de instituciones y de políticas de Estado. 
Causas sociales: falta de solidaridad y cohesión social, inequidad social y distribución desigual de los activos. 
Causas económicas: falta de alternativas económicas viables. 
El Conpes 3395 enmarca esta acción definiendo como objetivo de largo plazo la paz y el desarrollo económico regional. Como objetivos específicos establece: el apoyo a los Derechos Humanos  y promoción de una vida digna, construir zonas de convivencia pacífica mediante fortalecimiento institucional local y actores civiles que promocionen la paz, e impulsar el desarrollo económico y social incluyendo en lo posible el Desarrollo Alternativo.
La construcción de estos laboratorios inició con la donación de la Unión Europea de USD 116 millones (EUR 92 millones) para tres Laboratorios y para cuya realización, se exigieron ciertas condiciones como el apoyo del gobierno, apoyo financiero y político de instituciones locales, no obstaculización de parte de los grupos armados y no fumigación de cultivos ilícitos.

#### Laboratorio de Paz I
El primer laboratorio contó con un presupuesto de 42,4 millones de euros por parte de la Unión Europea y 7,4 millones de euros de contrapartida nacional. Este comprendió las regiones del Magdalena medio y dentro de su desarrollo, se implementó en 30 municipios.
Este pretendía establecer en el Magdalena Medio, un “Laboratorio de Paz” que, a través de la defensa de los Derechos Humanos básicos de todos los habitantes y el impulso del desarrollo humano sostenible, contribuyera significativamente a la convivencia ciudadana, fortaleciera el diálogo de paz y mostrara caminos eficaces y viables en la superación del conflicto, que pudieran aplicarse en otras regiones de Colombia.
El plan de este laboratorio se dividió en 2 fases, una primera (2002-2005) encaminada a la cultura de la paz y los derechos integrales, actividades productivas, infraestructuras sociales y fortalecimiento institucional. Y, por otro lado, la segunda fase (2005-2009) consistió en la construcción de escenarios de paz, concentración y Derechos Humanos, procesos sociales, culturales,  gobernabilidad y; finalmente, procesos productivos ambientales para la equidad y el Desarrollo Sostenible.

#### Laboratorio de Paz II
Este segundo laboratorio contó con un presupuesto de 33 millones de euros por parte de la Unión Europea y 8,4 millones como presupuesto de contrapartida nacional. Este también tuvo dos periodos de ejecución; uno primero comprendido entre el 2003 y el 2008, y un segundo periodo entre 2008 y 2009. En este se incluyeron las regiones del Oriente Antioqueño, Macizo, Alto Patía  y Norte de Santander, abarcando cerca de 62 municipios.
El objetivo de este fue establecer y consolidar en las tres regiones del país espacios y procesos territoriales, institucionales, sociales, económicos y culturales, priorizados y sostenibles, resultando en un menor nivel de conflicto y violencia, así como de vulnerabilidad de la población.
Para este, su plan operativo se centró en la implementación de una cultura de paz basada en el fortalecimiento del diálogo de paz, el respeto de los derechos humanos y una vida digna. Gobernabilidad democrática, fortalecimiento institucional y participación ciudadana; Un desarrollo socioeconómico sostenible que mejora las condiciones de vida de la población objeto en armonía con el medio ambiente. Y finalmente, la toma de conciencia sobre las raíces del conflicto, formación y educación humana, intercambio de conocimientos y experiencias.

#### Laboratorio de Paz III
Finalmente, el último laboratorio obtuvo 24,2 millones de Euros como apoyo por parte de la Unión Europea y 6,5 millones como presupuesto de contrapartida nacional. Este se ejecutó durante el periodo comprendido entre el año 2006 y 2010 y; se realizó en las regiones de los Montes de María y Meta, abarcando cerca de 33 municipios.
Este buscó establecer y consolidar iniciativas políticas de paz y desarrollo equitativo en el país en concertación entre la Sociedad Civil y el Gobierno de Colombia, en función de espacios y procesos territoriales, institucionales, sociales, económicos y culturales, priorizados y sostenibles, que contribuirían a generar insumos para la construcción de políticas públicas, cuyo resultado sería un menor nivel de conflicto y violencia
Todo esto, manejando como pilares estratégicos la paz, Derechos Humanos y vida digna, Gobernabilidad participativa, Desarrollo integral sostenible, Grupos étnicos, Mujeres, jóvenes y otras iniciativas de paz. Políticas públicas de Desarrollo y Paz dirigidas a las causas de la violencia y la violación de DD. HH.